# Tephronia infuscata
Tephronia infuscata là một loài bướm đêm trong họ Geometridae.